# Семёновы
Семёновы — дворянский род.
В Гербовник внесены две фамилии Семёновы:
1. Семёновы, предки которых жалованы поместьями в 1624 году (Герб. Часть V. № 78)
2. Иван Платонович Семёнов, признанный в дворянстве в 1880 году (Герб. XIV. № 128)[1].

Определением Тверского Дворянского Собрания род Семёновых внесён в родословную дворянскую книгу в VI часть древнего дворянства.
Также известны два рода Семёновых, происходящих из малороссийского дворянства, потомство войсковых товарищей: Евстафия Семёновича Семёнова (1775, герба Лелива) и Моисея Семёнова (середина XVIII века).

## Происхождение и история рода
Родоначальником дворянского рода Семёновых был выходец из Золотой Орды — татарин Каркадын, поступивший в XIV веке на службу сотником к Великому князю Рязанскому Олегу Ивановичу и названный во святом крещении Симео́ном. Великий князь жаловал Симеону обширные вотчины в верховьях реки Прони.
Симеон положил начало двум родам — княжескому роду Каркадыновых, угасшему в XVII веке, и роду Семёновых, перешедшему на службу к московскому царю после присоединения Великого Рязанского княжества (1521).
Опричниками Ивана Грозного числились: Иван, Иван (сторож), Иван, Кирилл, Меньшик, Неждан, Немчин Михайлович, Русин, Стряп, Тренка, Фёдор Яковлевич, Фома, Юрий Семёновы (1573).
Василий Григорьевич Семёнов — думный дьяк (1676—1692).
В родословной Семёновых выделились три ветви: рязанская, тверская и саратовская.

## Описание гербов

#### Герб. Часть V. № 78
В щите, имеющем голубое поле, горизонтально изображены две серебряные полосы и под ними две золотые стрелы, остриями обращённые вниз (изм. польский герб Ёдзешко).
Щит увенчан обыкновенным дворянским шлемом с дворянской на нём короной, на поверхности которой крестообразно положены две шпаги. Намёт на щите голубой, подложенный серебром. Щитодержатели: два воина, имеющие в руке по одному бердышу.

#### Герб. Часть XIV. № 128.
Герб статского советника Ивана Платоновича Семёнова и сыновей: щит поделён вертикально на голубое и золотое поля В них вертикально по снопу, переменных с полями цветов. Над щитом дворянский коронованный шлем. Нашлемник — накрест два скрещенных голубых меча с золотыми рукоятками, в середине на них золотой полумесяц, рогами вверх. Намёт голубой с золотом.

#### Малороссийский гербовник
1. Герб потомства войскового товарища (1775) Евстафия Семёновича Семёнова: в красном поле щита знамя и меч в руке выходящий слева в Андреевский крест.
2. Герб потомства войскового товарища Моисея Семёнова: в красном поле щита стог снопов. Нашлемник: три павлиньих пера[5].

## Известные представители
- Семёнов Василий — дьяк, воевода в Нижнем-Новгороде (1608—1609).
- Семёнов Добрыня Никитич — дьяк (1627—1629), воевода в Новгороде (1620 и 1623—1626), в Казани (1629—1631).
- Семёнов Иван — воевода в Албазине (1683).
- Семёнов Павел — воевода в Недригайлове (1683).
- Семёнов Андрей Семёнович — воевода в Романове-на-Волге (1694).
- Семёновы: Фёдор и Лев Григорьевичи, Кирилл Иванович, Иван Кириллович, Андрей Семёнович — московские дворяне (1672—1695).
- Семёновы: Никита и Иван Васильевичи, Дмитрий Иванович — стряпчие (1692).
- Семёновы: Андрей Иванович, Василий и Алексей Васильевичи — стольники (1680—1692)[6][7].